# Gunúng Tobaru
Gunúng Tobaru är ett berg i Indonesien. Det ligger i den nordöstra delen av landet, 2 500 km öster om huvudstaden Jakarta. Toppen på Gunúng Tobaru är 666 meter över havet.